# 2-氯萘
2-氯萘（英语：2-Chloronaphthalene）是一种有机氯化合物，是萘的氯化衍生物。其化学式为C10H7Cl。该化合物是1-氯萘的异构体。

## 合成
2-氯萘是通过萘的氯化直接获得的，除了两种单氯代异构化合物：1-氯萘和2-氯萘之外，还形成了更高取代度的衍生物，例如二氯萘和三氯萘。

## 性质
2-氯萘是一种可燃、灰白色无味固体，几乎不溶于水。该化合物可能与强氧化剂发生反应。

## 应用
2-氯萘可用于生产富勒烯。